# Vasilij Sergejevič Kalinnikov
Vasilij Sergejevič Kalinnikov (rusky Василий Сергеевич Калинников, anglicky Vasily Sergeyevich Kalinnikov) (13. ledna 1866, Vojny, Orelská oblast – 11. ledna 1901, Jalta) byl ruský hudební skladatel romantismu a fagotista.

## Život
Kalinnikov se narodil v roce 1866 jako syn policisty. Na konzervatoři začal studovat až v roce 1884 kvůli finanční tísni rodiny. Pro svůj hudební talent brzy vzbudil pozornost Petra Iljiče Čajkovského. Byl však chudý a musel si proto vydělávat občasným hraním na fagot v operetním orchestru. Protože onemocněl tuberkulózou, odjel na ozdravný pobyt na Krym. Zde složil svá vrcholná díla. Komponoval pod vlivem hudby Čajkovského.

## Hlavní díla

### Orchestrální skladby
- Předehra k nedokončené opeře „V roce 1812“ (1899—1900)
- Hudba k dramatu Alexeje Konstantinoviče Tolstého „Car Boris“ (1898)
- Symfonie č. 1 g-moll (1894—1895)
- Symfonie č. 2 A-dur (1895—1897)
- Intermezzo č. 1 fis-moll (1896)
- Intermezzo č. 2 G-dur (1897)
- Fuga d-moll (1889)
- Nymfy, symfonická báseň podle Ivana Sergejeviče Turgeněva
- Bylina, ouvertura (1892, téma skladby nápadně připomíná sovětskou hymnu)
- Cedr a palma, symfonická báseň podle Heinricha Heineho (1897—1898)
- Car Boris (suita, 1899)

### Klavírní skladby
- Scherzo F-dur
- Moderato es-moll
- Smutná píseň
- Ruské intermezzo
- Menuet Es-dur
- Valčík A-dur
- Elegie h-moll

### Písně a sbory
- Romance pro zpěv a klavír na verše Alexandra Sergejeviče Puškina, Pleščejeva, Fofanova a dalších básníků
- Sbory a capella i s doprovodem orchestru